# Ель-Маждаль
Ель-Маждаль (англ. al-Majdal, араб. المجدل) — поселення в Сирії, що складає невеличку друзьку общину в нохії Ель-Мазраа, яка входить до складу однойменної мінтаки Ес-Сувейда в південній сирійській мухафазі Ес-Сувейда.